# هیگهتسویل (کارولینای شمالی)
هیگهتسویل (به انگلیسی: Hightsville) شهری در ایالت کارولینای شمالی کشور ایالات متحده آمریکا است که جمعیت آن در سرشماری سال ۲۰۱۰ میلادی، ۷۳۹ نفر بوده‌است.